# Wołodymyr Heraszczenko
Wołodymyr Wasylowycz Heraszczenko, ukr. Володимир Васильович Геращенко, ros. Владимир Васильевич Геращенко, Władimir Wasiljewicz Gieraszczenko (ur. 27 kwietnia 1968 w Dniepropietrowsku) – ukraiński piłkarz, grający na pozycji obrońcy, trener piłkarski. Posiada również rosyjskie obywatelstwo.

## Kariera piłkarska

### Kariera klubowa
Wychowanek SDJuSzOR Dnipro-75 Dniepropetrowsk. Pierwszy trener W.S. Musijenko. W 1984 rozpoczął karierę piłkarską w miejscowym Dnieprze, ale stałe wychodził na boisko dopiero od 1989. W 1991 przeszedł do Rotora Wołgograd. W 1999 przez problemy finansowe klubu oraz konflikt z trenerem był zmuszony zmienić klub na Amkar Perm. Potem powrócił do Dnipra Dniepropetrowsk. Zakończył karierę piłkarską w innym ukraińskim klubie Zoria Ługańsk.

### Kariera reprezentacyjna
Rozegrał 13 meczów w juniorskiej oraz 11 meczów w młodzieżowej reprezentacji Związku Radzieckiego. Był powołany do reprezentacji Rosji na mecz kwalifikacyjny do Mistrzostw Europy 1996 przeciwko Szkocji, ale nie wszedł na boisko.

## Kariera trenerska
Po zakończeniu kariery piłkarskiej od 2004 pracował w sztabie szkoleniowym Dnipra Dniepropetrowsk.

## Sukcesy i odznaczenia

### Sukcesy klubowe
- mistrz ZSRR: 1988
- wicemistrz ZSRR: 1987, 1989
- zdobywca Pucharu ZSRR: 1989
- zdobywca Pucharu Federacji Piłki Nożnej ZSRR: 1989
- zdobywca Superpucharu ZSRR: 1989
- wicemistrz Rosji: 1993, 1997
- brązowy medalista Mistrzostw Rosji: 1996
- finalista Pucharu Rosji: 1995
- brązowy medalista Mistrzostw Ukrainy: 2001

### Sukcesy indywidualne
- wybrany do listy 33 najlepszych piłkarzy w Rosji: nr 2 (1993, 1994)
- wybrany do listy 33 najlepszych piłkarzy na Ukrainie: nr 3 (2000)

### Odznaczenia
- tytuł Mistrza Sportu ZSRR: 1989